# Paraplagusia sinerama
Paraplagusia sinerama és un peix teleosti de la família dels cinoglòssids i de l'ordre dels pleuronectiformes que es troba a les costes del nord d'Austràlia i del sud de Papua Nova Guinea.